# Da Bootsleg
Da bootsleg è un EP uscito nel 2005 che vede collaborare il rapper varesino Palla, Asher Kuno e il dj svizzero S.I.D..
Il trio collaborerà ancora per una traccia di 126 Libbre, disco d'esordio dei Pesi Piuma, e per una traccia della compilation Street Flava 3rd Avenue, edita da R.I.N. (Radio Italia Network).

## Tracce
Il disco è stato interamente prodotto da DJ S.I.D.
1. Intro
2. Da Bootsleg
3. Hater vs. Hater
4. Ne sento il bisogno
5. Interludio
6. Istinto naturale
7. Non si vedono
8. Welcome 2 the Future
9. Outro